# Алейниково (Брянская область)
Алейниково — село в Стародубском муниципальном округе Брянской области.

## География
Находится в южной части Брянской области на расстоянии приблизительно 27 км по прямой на юг-юго-запад от районного центра города Стародуб.

## История
Основано в первой половине XVIII века как хутор; бывшее владение Миклашевских, с 1770 — казацкое поселение; входило во 2-ю полковую сотню Стародубского полка. В конце XIX века была построена Николаевская церковь (не сохранилась). В середине XX века работал колхоз «Свободный путь». В 1859 году здесь (хутор Олейников Стародубского уезда Черниговской губернии) было учтено 125 дворов, в 1892—140. В 1941 году в селе насчитывалось 186 дворов. До 2020 года входило в состав Воронокского сельского поселения Стародубского района до их упразднения.

## Население
Численность населения: 743 человека (1859 год), 996 (1892), 283 человека в 2002 году (русские 96 %), 262 в 2010.